# Île Seguin
Île Seguin este o insulă din Sena, Franța, între insulele Boulogne-Billancourt și Sèvres, la vest de Paris.
Pentru cea mai mare parte a secolului al XX-lea a găzduit o fabrică Renault până la încetarea producției în 1992, când a fost produs ultimul Renault 5 Superfast. Fabrica a fost demolată în 2004–2005.
În aprilie 2017 s-a deschis acolo pavilionul muzical și centrul de arte La Seine Musicale.